# Trolejbusy w Dijon
Trolejbusy w Dijon – zlikwidowany system komunikacji trolejbusowej we francuskim mieście Dijon, działający w latach 1950–1966.

## Historia
Pierwsze plany uruchomienia w Dijon trolejbusów sięgają 1941, kiedy to miały zastąpić autobusy na niektórych liniach. W 1949 zapadła decyzja że trolejbusy zastąpią tramwaje. 7 stycznia 1950 na trzech liniach tramwajowych pojawiły się trolejbusy:
- 2: Gare – Cimetière
- 3: Gare – Trois Ponts
- 4: Talant – Place du Général Ruffey

W 1961 w mieście było 14 km linii trolejbusowych. W 1961 linię nr 3 wydłużono do avenue Greuze, a w 1964 linię nr 4 wydłużono do Parc des Sports. W 1965 zlikwidowano linie nr 2 i 3 zastępując je autobusami. Ostatnią linię trolejbusową nr 4 zlikwidowano 30 marca 1966.